# Liga Nacional de Básquet 1994-95
La temporada 1994-95 de la Liga Nacional de Básquet de la Argentina, fue la decimoprimera edición de la máxima competencia argentina de clubes en dicho deporte. Se inició en septiembre de 1994 y finalizó el 24 de junio de 1995 con el quinto partido de la serie final entre el Independiente de General Pico y Olimpia de Venado Tuerto en el Estadio Gigante de la Avenida de la ciudad de General Pico, en donde se consagró campeón como local el equipo pampeano, luego de ganar la serie final 4 a 1.
En esta temporada hubo un cambio reglamentario: los encuentros dejaron de jugarse divididos en dos tiempos de veinte minutos cada uno y pasaron a tener cuatro cuartos de doce minutos.
El 2 de febrero de 1995 sucedió, en Comodoro Rivadavia, un intento de agresión a la terna arbitral del encuentro, integrada por Eduardo Alagastino y Alejandro Chiti, que derivó en la suspensión del torneo por 8 días por decisión de la Asociación de Árbitros en solidaridad a los mencionados. En dicho altercado murió un espectador, Julio Lecumberry, quien fue alcanzado por un proyectil.
Entre el 3 y el 31 de marzo de 1995 la competencia fue suspendida por la realización de los Juegos Panamericanos en Mar del Plata.

## Posiciones finales
| Equipo | Equipo                                    | PJ | PG | PP | Pts |
| ------ | ----------------------------------------- | -- | -- | -- | --- |
| 1.°    | Independiente de General Pico             | 55 | 40 | 15 | 95  |
| 2.°    | Olimpia de Venado Tuerto                  | 59 | 35 | 24 | 94  |
| 3.°    | Atenas                                    | 52 | 35 | 17 | 87  |
| 4.°    | Boca Juniors                              | 51 | 30 | 21 | 81  |
| 5.°    | Deportivo Roca                            | 53 | 31 | 22 | 84  |
| 6.°    | Regatas (San Nicolás) 1                   | 54 | 27 | 27 | 80  |
| 7.°    | Peñarol 2                                 | 51 | 26 | 25 | 75  |
| 8.°    | Ferro (Buenos Aires) 1 5                  | 51 | 26 | 25 | 76  |
| 9.°    | Gimnasia y Esgrima (Comodoro Rivadavia) 3 | 53 | 24 | 29 | 77  |
| 10.°   | Estudiantes de Bahía Blanca 4             | 52 | 24 | 28 | 74  |
| 11.°   | Andino SC (La Rioja) 5 6                  | 54 | 26 | 28 | 79  |
| 12.°   | Sport Club Cañadense                      | 47 | 18 | 29 | 65  |
| 13.°   | Quilmes                                   | 56 | 25 | 31 | 81  |
| 14.°   | Pico Foot Ball Club                       | 53 | 16 | 37 | 69  |
| 15.°   | Deportivo Valle Inferior (Viedma) 3 4     | 57 | 23 | 34 | 78  |
| 16.°   | Santa Paula de Gálvez                     | 56 | 20 | 36 | 76  |

|  |                                            |
|  | Finalistas de la Liga Nacional de Básquet. |
|  | Desciende al Torneo Nacional de Ascenso.   |

1: El partido que disputaron el 16 de diciembre debió suspenderse cuando el tablero marcaba 71-87 por expulsión de todos los jugadores por agresión mutua. El Tribunal de Penas decidió luego darles 0 punto y el partido por perdido a ambos equipos.
2: Peñarol sufrió el descuento de 2 puntos por resolución del Tribunal de Penas.
3: Gimnasia de Comodoro ganó los puntos de su partido frente a Valle Inferior de Viedma, por no tener este último su estadio ni el auxiliar en condiciones.
 4: Estudiantes de Bahía Blanca y Deportivo Valle Inferior sufrieron el descuento de 2 puntos por resolución del Tribunal de Penas.
 5: Andino SC ganó los puntos de su partido frente a Ferro Carril Oeste de Buenos Aires, por no tener este último su estadio ni el auxiliar en condiciones.
 6: Andino SC sufrió el descuento de 1 punto por resolución del Tribunal de Penas.

## Final
| 10 de junio | Independiente (General Pico) | 124–117 | Olimpia (Venado Tuerto) |                                         |  |  |
|             |                              |         |                         |                                         |  |  |
|             |                              |         |                         | Pabellón: Estadio Gigante de la Avenida |  |  |
| Serie 1 - 0 |                              |         |                         |                                         |  |  |
|             |                              |         |                         |                                         |  |  |

| 13 de junio | Independiente (General Pico) | 88–84 | Olimpia (Venado Tuerto) |                                         |  |  |
|             |                              |       |                         |                                         |  |  |
|             |                              |       |                         | Pabellón: Estadio Gigante de la Avenida |  |  |
| Serie 2 - 0 |                              |       |                         |                                         |  |  |
|             |                              |       |                         |                                         |  |  |

| 17 de junio | Olimpia (Venado Tuerto) | 107–93 | Independiente (General Pico) |                           |  |  |
|             |                         |        |                              |                           |  |  |
|             |                         |        |                              | Pabellón: Estadio Olimpia |  |  |
| Serie 1 - 2 |                         |        |                              |                           |  |  |
|             |                         |        |                              |                           |  |  |

| 20 de junio | Olimpia (Venado Tuerto) | (97) 107–108 (97) | Independiente (General Pico) |                           |  |  |
|             |                         |                   |                              |                           |  |  |
|             |                         |                   |                              | Pabellón: Estadio Olimpia |  |  |
| Serie 1 - 3 |                         |                   |                              |                           |  |  |
|             |                         |                   |                              |                           |  |  |

| 24 de junio | Independiente (General Pico) | 130–111 | Olimpia (Venado Tuerto) |                                         |  |  |
|             |                              |         |                         |                                         |  |  |
|             |                              |         |                         | Pabellón: Estadio Gigante de la Avenida |  |  |
| Serie 4 - 1 |                              |         |                         |                                         |  |  |
|             |                              |         |                         |                                         |  |  |

## Equipo campeón
Referencia: Básquet Plus.
- Esteban De la Fuente
- Melvin Johnson
- Jorge Zulberti
- Malru Dottin
- Facundo Sucatzky
- Pablo Lamare
- Alberto Falasconi
- Aldo Yódice
- Franco De Onofrio
- Marco Oyola
- Jorge Sánchez
- Pablo Cariddi
- Jerrell Horne (baja)

Entrenador: Mario Guzmán.